# Mirrored Hate Painting
Mirrored Hate Painting drugi je studijski album norveškog black metal-sastava Carpe Tenebrum. Diskografska kuća Hammerheart Records objavila ga je 1999.

## Glazbeni stil
Sa stilskog je gledišta sličan albumu Spiritual Black Dimensions Dimmu Borgira, ali je žešći i sadrži manje simfonijskih elemenata.

## Popis pjesama
Tekstovi: Astennu, Ariadne A.Done. 
| 1.    | »The Abyss's Mystic Haze«  | 6:07 |
| 2.    | »Lurer like You Thought«   | 6:16 |
| 3.    | »The Painting«             | 5:05 |
| 4.    | »Mirrored in Scarry Skies« | 5:24 |
| 5.    | »And Fever«                | 5:50 |
| 6.    | »Ludus«                    | 5:42 |
| 7.    | »Void Dress«               | 2:45 |
| 8.    | »Dreaded Chaotic Reign«    | 2:47 |
| 39:56 |                            |      |

## Zasluge
Carpe Tenebrum
- Nagash – vokal
- Astennu – gitara, bas-gitara, klavijature, dodatni vokal, miks

Ostalo osoblje
- Tommy Tägtgren – miks